# Сендо
Сендо (алб. Sendojë) је насеље у општини Звечан, Косово и Метохија, Република Србија. Сендо је насеље у општини Звечан на Косову и Метохији. Налази се на магистралном путу Косовска Митровица-Зубин Поток као и Косовска Митровица-Нови Пазар. У селу постоји црква Светог Вазнесења Христовог сеоско гробље као и фудбалски терен где се одржавају сабори за Ускрс и Спасовдан. Сваке године се слави сеоска молитва Спасовдан. Најчешћа слава међу Сендолским породицама је ‘’Свети Лука‘’ који се слави 31. октобра. Деца из овога села одлазе у основну школу ‘’Свети Сава" у Жеровници. Захваљујући магистралном путу који пролази кроз село добро је повезано са Звечаном и другим местима. Село је повезано на градски водовод, а делови имају сеоске водоводе. Већина домаћинства има фиксне телефоне. Насеље има српску етничку већину преко 34 домаћинстава у селу. Сматра се да су преци мештана дошли давне 1583. године. када у селу није постојала ни једна кућа, како је крај био напуштен и добар они су ту остали и заснивали своје породице. Велике промене су се десиле од доласка па све до данашњег дана.

## Историја
Није јасно да ли је назив села постао по сенокосним ливадама у сеоској долини, како то народ казује, или је постао по црквини која је у долу која се називала Сен До (Свети До), а црквица у њој била вероватно католичких рудара, или је могућно назив постао по личном имену Сено, од тога Сенов До или Сендо (један топоним у Вилишту се и сада назива Сенова Кућа). У једној свештеничкој исправи забележено је 1832. године бањско село Сендо. Данашње гробље је код обновљене црквице св. Спаса у Дољанима.

## Порекло становништва по родовима
- Пушкићи, Вукашиновићи, 5 кућа.
- Мирковићи, 4 куће.
- Милићи, 3 куће.
- Васић, 1 кућа.
- Николићи, 5 кућа, слава Св. Лука, предак од Пећи, а по тамном предању био однекуд из Црне Горе, вероватно Ровчанин или Никшићанин; имају одсељене одељаке у Топлици и у копаоничком селу Добрави.
- Вукићевићи, 10 кућа.
- Влајковићи, 6 кућа.
- Илићи, 3 куће, слава Св. Јован, старији досељеници, не знају своју матицу.[1]

## Демографија
Према проценама из 2009. године које су коришћене за попис на Косову 2011. године, ово насеље је имало 4 становника, већина Срби.
| Година       | 1948 | 1953 | 1961 | 1971 | 1981 | 1991 | 2011 |
| ------------ | ---- | ---- | ---- | ---- | ---- | ---- | ---- |
| Становништво | 117  | 134  | 157  | 128  | 127  | 109  | 4    |

|  |